# 전위 (심리학)
심리학에서 전위(轉位, 영 : displacement, 독 : Verschiebung)라고 하는 것은 무의식적인 방어기제(defence mechanism)로, 마음이 위험하거나 수용할 수 없는 원형 그대로 느끼는 목표(goal)를 대신하여 새로운 목표나 목적(object)을 대체하는 것을 말한다.

## 프로이트
전위라는 개념이 지그문트 프로이트(Sigmund Freud)가 창안하였다. 처음 그는 꿈왜곡(dream-distortion)의 수단으로 보았다. 여기에는 중요한 요소에서 중요하지 않은 요소로 강조점이 이동하는 것, 혹은 어떤 것을 단순한 환상(illusion)으로 대체하는 것을 포함한다. Freud called this “displacement of accent.”
목적 전위(Displacement of object) : 한 사람에게 연결된 느낌(feeling)을 다른 사람에게로 전위(displace)하는 것이다. 직장에서 기분이 좋지 않은 것을 집에 와서 아내나 아이들에게 소리치는 것은, 직장에서 가족에게 분노를 전위하는 것이다. 프로이트는 아이가 동물 공포증을 가지는 경우는 아이가 부모에 대한 공포를 동물에게 전위하는 것이라고 보았다.
속성 전위(Displacement of attribution) : 자기자신에게서 감지하지만 수용할 수 없는 특성을 타인에게서 대신 찾는 것을 말한다. 이는 심리 투영 혹은 투사(psychological projection) 기제를 말한다. 자기(the self)의 한 특면을 다른 누군가에게 투사(project) 혹은 전위(displace)하는 것이다. 프로이트는 사람들이 흔히 자신의 욕구(desire)를 신의 의지(God’s will)로 전위한다고 보았다.
신체 전위(Bodily displacements) : 생식기의 감각을 입에서 느끼거나(상행 전위, displacement upward) 구강 감각을 생식기에서 느끼는(하향 전위, displacement downward) 것을 말한다. 소설가 존 클리랜드(John Cleland)는 자신의 저서 ‘’Fanny Hill’’에서 여성의 성기를 아랫입(the nethermouth)이라고 묘사한 것이 그 사례이다. 신체에 대한 성적 매력은 성적 페티쉬(sexual fetishism)로 전위되거나, 발 등의 신체 일부로 전위되기도 하며 다른 경우 무생물 대상으로 전위되기도 한다.
또한 프로이트는 농담에서도 전위가 발생한다고 보았으며, 또한 신경증에서도 발생한다고 보았다. 강박성 신경증 환자(obsessional neurotic)는 세세한 것들(the minute)에 전위하는 경향이 있다. 하나의 생각에 두 가지 이상의 전위가 발생하면, 이를 응축(condensation)이라 하는데 이는 독일어 Verdichtung에서 왔다.
공포증 전위 혹은 억제(Phobia displacement or repression) : 인간은 특정 무의식적 욕구를 공포증(phobia)으로 표현할 수 있다. 이러한 욕구는 그들 내부에서 스스로를 깊게 억누르면서 불안(anxiety)과 긴장(tension)을 낳는다. 공포장애(phobic disorder)를 특성으로 하는 스트레스, 공포, 불안은 해방(discharge)이라 한다.
반동형성(Reaction Formation) : 인식하고 있는 행동은 사회적으로 용인될 수 없는 망각하기 쉬운 사고나 느낌에 관하여 느끼는 신경질(nervousness)에 대하여 과도하게 보상하려는 포용한다. 보통은 반응 배합(response arrangement)은 화려함(garishness)나 절박함(urgency)과 같은 허구행동(misrepresented conduct)에 의해 분리된다. 반동형성에 관한 예로, 한 소녀가 자신의 엄마를 사랑하고 흠모하는 것은 엄마가 자신에게 보이는 오이디푸스적 경멸(Oedipus scorn)에 대한 반응이다.

## 정신분석학 주류
프로이트의 주류 추종자 중에는, 오토 페니첼(Otto Fenichel)은 유예(postponement)나 전향(redirection) 혹은 둘 다 이용하는 정동(affect)의 전위를 강조하였다. 더 광범위하게. 페니첼은 부분적으로 전위의 경로는 회피되는 추동력(drive)에 의해 좌우된다고 보았다.
프로이트의 딸 안나 프로이트(Anna Freud) 역시 20세기에 이르러 이러한 방어기제들의 양육에 있어 중요한 역할을 하였다. 안나는 자신의 방어기제 10개를 소개하고 분석하였다. 안나의 작업은 새로운 정신분석가들에 의해 수 년간 활용되고 증대되었다.
에릭 번(Eric Berne)은 자신의 첫번째 정신분석 연구에서 가장 흥미롭고 사회적으로 유용한 리비도(libido) 전위 중 일부는, 목표와 목적이 생물학적 목표와 목적을 부분적으로 대체할 때 발생하는 승화(sublimation)라고 주장하였다.

## 라캉
1957년, 자크 라캉(Jacques Lacan)은
inspired by an article by 언어학자 로만 야코슨(Roman Jakobson)이 비유와 환유(metaphor and metonymy)에 대하여 쓴 한 글에 영감을 얻고, 무의식(the unconscious)은 언어의 구조를 가지고 있다고 주장하면서, 전위를 환유의 시적 기능(poetic function)으로 연결짓고 응축을 비유에 연결시켰다.
라캉 자신이 말하였듯, 전위의 독일어 'Verschiebung'은 환유에서 보이는 '의미 전향(veering off of signification)'에 가깝고, 프로이트의 첫 인상의 관점에서는 잠재의식억압력(censorship)을 무찌르고자 무의식이 이용하는 최적의 수단이기도 하다.

## 공격성
공격 충동(aggressive drive) 혹은 모르티도(mortido)는 성적 충동(sex drive)인 리비도(libido)만큼 많이 전위되기도 한다. 예를 들어 사업이나 운동 혹은 사냥 등에서 모르티도의 전위적 표현이 많이 발생한다.
희생양 행동(scapegoating behavior)에서, 공격성은 분노나 좌절을 일으키는 것들과는 무관한 사람들에게 전위될 수 있다. 친구에게 화가 나면 쿠션을 주먹으로 친다든지 혹은 대학생이 시험성적에 불만을 가지면 룸메이트에게 잔소리를 한다든지 하는 것이다.
또한 전위는 무심코 전위의 희생자이자 가해자가 된 사람들과 함께 하여 연쇄반응(chain-reaction)과 같은 것으로 활동하기도 한다. 예를 들어 한 남자가 상사에게 화가 나지만 이를 적절히 표현할 수 없기에 아내를 때린다. 아내는 보상으로 아이 중 한 명을 치는데 이는 보통 체벌로 가장되기도 한다.합리화(rationalization)로 볼 수 있다.
자아심리학(Ego psychology)은 아동 양육에 전위를 사용하여, 아이의 라이벌이 되는 아기 형제를 전위시킨 대상으로 더미(dummy)를 사용한다. 자아(ego)가 방어기제를 사용하는 방식을 이해하려, 방어기제와 그 기능 방식을 이해하는 것이 중요하다. 일부 방어기제는 내적 충동(억압 등)으로부터 방어하는 것으로 보인다. 다른 방어기제는 외부 위협(부인 등)으로부터 우리를 보호한다.

## 감정전이 전위
과거 유의미한 타자(significant others)에게서 받았던 느낌이나 태도를 현재 분석가에게 전위하는 것은 감정전이(transference)의 중요한 측면을 구성한다 특히 신경증 환자 경우에 더욱 그러하다.
감정전이 참조를 제3자나 자기자신에게 적용하는 방식으로 환자가 감정전이 참조를 가장할 경우, 감정전이 내에서 전위의 보조 형태가 발생한다.
고통(agonizing)과 같은 우리가 마주치는 정신적 방황(mental wonder)을 관리하려 하는 경우, 피질하부 신경경로(subcortical neural pathways)에 지금까지 부호화되어,망각하기 쉬운 뇌로부터 발생한 물질은 인식하는 정신세계(cognizant psyche)로 보내어진다. 마음 운동의 도움으로, 과거가 현재이고 어떤 상황이 다른 상황이 되는 것처럼, 우리는 다툼이 난무한 우연적인 만남들을 자신도 모르게 다시 떠올리고 정리한다. 우리는 타인과 닮은 사람들에게 생각이나 감정, 관점들을 옮기기도 한다. 한때 타인들이 수행한 일들을 우리는 이들에게 부여하기도 한다. 우리는 옛날 일을 스스로 취하기도 한다. 모든 것은 다 무심결에 절로 일어나는 것이다.

## 비판
이후 전문가들은 프로이트가 성(sexuality)을 문화로 전위한 것에 대해서만 언급하였던 반면, 역으로 사회적 갈등이 성 문제로 전위된 사례 역시 존재하였다고 지적하였다.
프로이트의 가설은 어떻게 명확하게 할지에 대하여 받아들일 수 있지만, 행위를 예상하는 것에서는 수용될 수 없다. 따라서 프로이트의 가설은 허위일 수 없다. 즉 타당설 여부가 드러나지 않는다. 마찬가지로 프로이트는 연구 경향을 보여왔다. 프로이트는 자신의 가설을 지지하는 데이터에 주목해왔으나, 이에 맞지 않는 데이터나 설명은 간과하였다.

## 같이 보기
- 감정전이
- 반동형성
- 방어기제
- 성숙
- 승화